# Kharif (huyện)
Huyện Kharif là một huyện thuộc tỉnh Amran, Yemen. Đến thời điểm năm 2003, huyện này có dân số 45977 người